# Љубомир Боровчанин
Љубомир Боровчанин, (Плане код Хан Пијеска, 27. фебруар 1960) је генерал-мајор Министарства унутрашњих послова Републике Српске у пензији.

## Биографија
Рођен је 1960. године у мјесту Плане, од оца Милорада и мајке Милене. Поред њега, родитељи су имали још једно дијете. Ожењен је и у браку са супругом Маријом има два сина. По националности је Србин. Крсна слава породице је Свети великомученик Георгије - Ђурђевдан (6. мај).
Завршио је: Основну школу "Петар Кочић" у Оловским Лукама, Олово 1974; Гимназију у Олову 1978; Факултет политичких наука - одсјек безбједност у Сарајеву 1982. и послиједипломске студије на Факултету безбедности Универзитета у Београду 1998. Произведен је у чин резервног потпоручника 1982. године, а унапријеђен у чин резервног поручника 1987. и резервног капетана 1990, а 21. октобра 1995. утврђен му је чин мајора полиције Републике Српске и истовремено ванредно је унапријеђен у чин пуковника полиције Републике Српске. У чин генерал-мајора полиције Републике Српске унапријеђен је ванредно 12. априла 1997. године.
Обављао је послове и дужности: професор у средњој школи у Травнику; послови одбрамбених припрема у Скупштини општине Олово; командир Станице милиције у Кладњу; командир Полицијске станице у Братунцу; замјеник команданта Специјалне бригаде Министарства унутрашњих послова Републике Српске; начелник Управе полиције Министарства унутрашњих послова Републике Српске (уједно помоћник министра); савјетник министра унутрашњих послова за јавну безбједност у Бањој Луци и помоћник директора Више школе унутрашњих послова у Бањој Луци (истовремено професор на предмету Тактика полицијске интервенције и начелник катедре безбједносних наука).
Службовао је у мјестима: Травник, Олово, Братунац, Зворник, Бијељина и Бања Лука.
Од 4. априла 1992. до 14. децембра 1995. године учествовао је у Одбрамбено-отаџбинском рату српског народа у Босни и Херцеговини обављајући различите командне дужности у полицији Републике Српске. Тешко је рањен 9. новембра 1994. године на бихаћком ратишту командујући здруженим полицијским јединицама. Као посљедица рањавања утврђена му је трајна инвалидност од 60%. Припремио је и одбранио магистарску тезу на Факултету безбједности у Београду на тему "Улога људског фактора у савременом рату" Аутор је књиге "Босанске ратне симулације" Написао је и објавио више научних радова из области савременог тероризма. Био је организатор и модератор већег броја научних скупова из области безбједности.
У септембру 2002. године оптужен је од стране Међународног кривичног трибунала за бившу Југославију. У априлу 2005. године добровољно се предао наведеном суду, а 2010. године у истом суду осуђен је на казну од 17 година затвора. Пребачен је на издржавање казне 2011. године у Данску. Након издржане 2/3 казне 1. августа 2016. године изашао је на слободу.
Сада живи у Великој Обарској код Бијељине.

## Одликовања и признања
Указом предсједника Републике Српске др Радована Караџића 1995. одликован је Орденом Карађорђеве звијезде другог реда.